# ديني مايرز
ديني مايرز (بالإنجليزية: Denny Myers)‏ هو لاعب كرة قدم أمريكية وضابط أمريكي، ولد في 10 نوفمبر 1905 في ألجونا في الولايات المتحدة، وتوفي في 30 مايو 1957.

## وصلات خارجية
- ديني مايرز على موقع مرجع كرة القدم المحترفة.كوم (الإنجليزية)